# Ворона В'ячеслав Миколайович
В'ячесла́в Микола́йович Воро́на (22 грудня 1981, Прип'ять, Київська область, УРСР — 9 березня 2014, Київ, Україна) — бейсболіст. Помилково був внесений до списку Героїв Небесної сотні.

## Обставини загибелі
За інформацією журналістів, В'ячеслав помер внаслідок травм, отриманих 18 лютого 2014 під час боїв з криміналітетом у Маріїнському парку Києва. Як з'ясувалось згодом, насправді пан Ворона загинув унаслідок конфлікту в інтернет-кафе по проспекту Маяковського, 95 у Києві. В'ячеславу були нанесені травми, внаслідок яких він помер 9 березня 2014 року. За інцидентом було відкрито кримінальне провадження за ч. 2 ст. 121 Кримінального кодексу України.
Журналістське розслідування щодо причетності В'ячеслава Ворони до Небесної сотні провели журналісти СТБ.
Також редактором сайту пам'яті Небесної сотні був поданий інформаційний запит до прокуратури Києва щодо обставин загибелі В'ячеслава. Відповідь прокуратури підтверджує, що В'ячеслав Ворона загинув внаслідок конфлікту, який не був пов'язаний із подіями на Майдані.
Було подано заяву до Президента України щодо позбавлення В'ячеслава Ворони звання «Герой України».

## Вшанування пам'яті
- Звання Герой України з удостоєнням ордена «Золота Зірка» (21 листопада 2014, посмертно) — за громадянську мужність, патріотизм, героїчне відстоювання конституційних засад демократії, прав і свобод людини, самовіддане служіння Українському народу, виявлені під час Революції гідності[5]